# Митавская железная дорога
Ми́тавская железная дорога (до 1872 года — Рижско-Митавская) — железная дорога в Российской империи, построенная в 1867—1873 годах в Курляндской губернии на средства частного капитала — Общества Рижско-Митавской железной дороги. С 1894 года — казённая. Протяжённость 127,2 версты.

## История
9 июня 1867 года выдана концессия акционерному Обществу Рижско-Митавской железной дороги, из представителей местной аристократии и богатого купечества (граф Пален, барон Ган и другие).
21 ноября 1868 года открыто движение по линии от станции Торенсберг (на левом берегу Западной Двины) до Митавы (протяженностью 39 вёрст). 18 марта 1872 года утверждён новый устав, согласно которому обществу, переименованному в Общество Митавской железной дороги разрешалось продлить линию до станции Можейки Либавской железной дороги. Движение по линии длиной 88 вёрст открыто 1 ноября 1873 года. Максимальный продольный уклон пути на железной дороге был 8 ‰, наименьший радиус кривых в поворотах — 960 м .
1 апреля 1894 года выкуплена государственной казной.
С 1 января 1895 года в составе Риго-Орловской железной дороги.

## Станции
- Рига II: Узловая станция: Риго-Динабургская ж. д.

- Рига III Товарная: Торенсберг (начало отсчёта вёрст), Узловая станция: Риго-Больдерааская ж. д.

- Митава
- Можейки-Товарная. 126 вёрст
- Можейки (Муравьёво). 2-го класса: Узловая станция: Либавская ж. д. (Либаво-Роменская ж. д.)